# Manoir de Kergolher
Le manoir de Kergolher est situé à Plaudren en France.

## Localisation
Le manoir est situé sur le territoire de la commune de Plaudren, au lieu-dit Kergohler, dans le département du Morbihan en région Bretagne.

## Description
Le manoir actuel date du XVIIe siècle, édifice construit en moellons de granite Toiture à longs pans, croupe.

## Historique
Le logis du manoir est détruit vers 1940, 1945. La chapelle date du XVIIe siècle (1688), remaniée intérieurement à la fin du XIXe siècle (style néogothique) ; corps d'entrée portant la date 1852 (remaniements) ; les communs sont remaniés en 1850 (portent la date) la fontaine en 1850. Le colombier est sans doute du XVIIe siècle, remanié dans ses parties hautes (lucarne, toiture) à la fin du XIXe siècle. La remise à chevaux et à voitures date de la fin du XIXe siècle.
Il est inscrit à l'inventaire général du patrimoine culturel.